# Urgentni centar (američka TV serija, 9. sezona)
Deveta sezona serije Urgentni centar je emitovana od 26. septembra 2002. do 15. maja 2003. godine na kanalu NBC i broji 22 epizode.

## Opis
Meki Fajfer, koji se epizodno pojavljivao u prošloj sezoni, je unapređen u glavnu postavu.

## Uloge
- Noa Vajl kao Džon Karter
- Lora Ins kao Keri Viver
- Meki Fajfer kao Gregori Prat
- Aleks Kingston kao Elizabet Kordej
- Goran Višnjić kao Luka Kovač
- Mora Tirni kao Ebigejl Lokhart
- Šeri Stringfild kao Suzan Luis
- Ming-Na kao Džing-Mej Čen
- Šarif Atkins kao Majkl Galant
- Pol Mekrejn kao Robert Romano

## Epizode
| Br. u seriji | Br. u sezoni | Naslov                                | Reditelj                | Scenarista                   | Premijerno emitovanje |
| --- | ------------ | ------------------------------------- | ----------------------- | ---------------------------- | --------------------- |
| 180 | 1            | Objašnjenje rasula (2. deo)           | Džonatan Kaplan         | Džek Orman i R. Skot Džemil  | 26. septembar 2002    |
| Dok se kriza sa velikim boginjama nastavlja, CZB naređuje evakuaciju cele bolnice, a Karter, Ebi, Čenova i Prat su odvedeni u karantin. Kako evakuacija kreće nizbrdo, Romano i Kovač se svađaju oko korišćenja poslednjeg helikoptera (Romano hoće da prebaci vrlo starog čoveka kome otkazuje jetra), a Romano gubi ruku kad naleće na propeler helikoptera. Dok se Kovač bori da ga održi u životu u napuštenom urgentnom centru, Luisova je ostala na krovu sa bolesnikom na samrti. U međuvremenu, ožlošćena Kordejeva se vratila u London gde njeno amerikanizovanje zbunjuje njene britanske saradnike, a vožnja kući zapita da li će prihvatiti i prilagoditi se njihovom arhaičnostima i polnim šalama. Ebin i Karterov odnos postaje intiman i nastavlja se kad izađu iz karantina. |              |                                       |                         |                              |                       |
| 181 | 2            | Ponovo mrtav                          | Ričard Torp             | Di Džonson                   | 3. oktobar 2002       |
| Zatvaranje nekih urgentnih centara donosi haos u Opštu, a Karter pokušava da održi mir. Viverova staje ožalošćenoj Kordejevoj na žulj, a studentkinja medicine čeka svoje zakasnelo opredeljenje. U međuvremenu, Pratova nesposobnost da izvršava naređenja ishodi tragediji za porodicu kojoj on oživljava moždano mrtvog oca. Galant izluđuje sve tokom svoje lekarskog okretanja. |              |                                       |                         |                              |                       |
| 182 | 3            | Pobuna                                | Čarls Hed               | Jenlin Čeng i Džek Orman     | 10. oktobar 2002      |
| Karter preduzima drastične korake da poboljša obezbeđenje u Opštoj nakon što sujetni bolesnik uzme stvari u svoje ruke - nasilno, što dovodi do podele u osoblju urgentnog centra jer ga Kovač podržava, a Suzan se drži svog posla. U međuvremenu, Galant naleće na hipohondara koji odbija da ode dok se sve naznake ne pregledaju. Prat krije svoju situaciju sa domom, ali pronalazi vremena da posavetuje gadno potresenu Čenovu, a Kovač se sa nesrećnom bivšom ljubavnicom takmiči. Keri pristaje da trajno uvede nove mere obezbeđenja, ali najavljuje velike sankcije u službi i platama da bi platila to što tera Kartera da odabere koga će da otpusti, jer se on odupire njenom kažnjavanju zbog toga što je uradio ispravnu stvar.                                               |              |                                       |                         |                              |                       |
| 183 | 4            | Hodaj kao čovek                       | Feliks Enrike Alkala    | Dejvid Zabel                 | 17. oktobar 2002      |
| Napetosti između krotkog studenta medicine Galanta i arogantnog stažiste Prata dolaze do vrhunca kad se bore oko dva bolesnika u nevolji, hipohondra od nedelju dana ranije i problematičnog vojnog veterana. Ebi pokušava da reši stvar sa Karterom o njenom piću, a Viverova se katastrofalno pojavljuje na televiziji pre nego što otkrije razloge svog zamršenog ponašanja. Keri unapređuje Ebi u glavnu sestru uprkos Ebinom odbijanju posla. Kovač spava sa majkom bolesnice i gadi se Suzan, ali ga baš briga. |              |                                       |                         |                              |                       |
| 184 | 5            | Beznadežna rana                       | Lora Ins                | Džuli Hebert i Džo Saks      | 31. oktobar 2002      |
| Sumnjivi požar na Noć veštica puni urgentni centar sa žrtvama uz bizarnim kostimima. Markezova preti da podnese žalbu protiv bezobraznog Kovača jer je on uvredio Ebi i leči samohranu majku kojoj je novorođenče ozbiljno bolesno, Romanu je rehabilitacije ispod njegovih očekivanja jer on počinje da sumnja da je njegova uloga u hirurgiji još uvek moguća, a osoblje dočekuje starijeg, ali mudrijeg stažistu Pola Nejtana koji pokušava da prevaziđe obeshrabrujući fizički hendikep i negodovanje Kordejeve, ali zadivljuje osoblje dijagnostikujući slučaj bakterije koja izjeda meso. |              |                                       |                         |                              |                       |
| 185 | 6            | Možemo samo da se nadamo              | Džonatan Kaplan         | Brus Miler                   | 7. novembar 2002      |
| Kordejeva se sukobljava sa novim hirurgom Polom Nejtanom zbog njegove intervencije da leči bolesne mlade žene koja je potpisala da je ne oživljavaju. Ebin brat Erik se vraća sa nekim previše poznatim maničnim sklonostima, Čenova se prepušta Pratovoj brizi nakon što joj se nasilni bolesnik uvukao pod kožu, a napetost između bolničara i lekara dostiže vrhunac kad zbog peticije protiv Kovača urgentni centar ostane sa manjkom zaposlenih. |              |                                       |                         |                              |                       |
| 186 | 7            | Reci mi gde boli                      | Ričard Torp             | R. Skot Džemil               | 14. novembar 2002     |
| Kovač postiže nizak početak u potrazi za seksualnošću, Kordejeva i Nejtan dolaze do mrtvila što se tiče njegove budućnosti u zdravstvu, Čenova pomaže Karteru u lečenju Kineskinje doseljenice koju je iskorišćavao poslodavac, a Ebi se plaši najgoreg kad njen brat Erik nestane. |              |                                       |                         |                              |                       |
| 187 | 8            | Prvi sneg                             | Džek Orman              | Džek Orman                   | 21. novembar 2002     |
| Ebin porodični košmar se nastavlja kad ona i njena majk Megi krenu u potragu za njenim nestalim bratom Erikom i pronađu ga uhapšenog u vojnoj bazi u Nebraski. U međuvremenu, u Čikagu, mećava pogađa grad, a Nejtan i Kordejeva očajnički pokušavaju da spasu porodicu koju je uništio pijani vozač. |              |                                       |                         |                              |                       |
| 188 | 9            | Najbliža rodbina                      | Pol Mekrejn             | Di Džonson                   | 5. decembar 2002      |
| Ebi žuri da spreči Megi da izvede manično-depresivnog Erika sa lečenja, a Kovač prima nizak udarac kad prihvati napojnicu od 10000 od žene kojoj je pružio zdravstvene usluge. U međuvremenu, napuštena beba budi bolna sećanja Čenovoj, Prat ide da se kladi za Leona nakon što je ovaj dobio otkaz zbog navodne krađe na poslu, očeva smrt dovodi do otkrića o njegovom sinu, a Luisova pomaže ženi koju je pretukao sin. |              |                                       |                         |                              |                       |
| 189 | 10           | Vidik                                 | Dejvid Nater            | Dejvid Zabel                 | 12. decembar 2002     |
| Nakon saobraćajne nesreće koja se desila kasno noću u kojoj su bili samodestruktivni Kovač i student Hokins sat ide unazad da bi se prisetio nevoljnih događaja koji su doveli do sudara. Praznično slavlje sa mnogo alkohola, glasine o zabranjenoj žeđi i svađa sa svojom bivšom Ebi muče Kovača, ali njegova tragična pogrešna dijagnoza bolesniku ga je na kraju oterala u nemarnu vožnju. U međuvremenu, urgentni centar je preplavljen Božićnim štetama, uključujući slučaj koji je bučan Kovaču pošto se radi o hrvatskom ratnom zločincu i o preživelom iz porodice koju je pobio. |              |                                       |                         |                              |                       |
| 190 | 11           | Mala pomoć od mojih prijatelja        | alan Dž. Lui            | Džuli Hebert                 | 9. januar 2003        |
| Kovač plaća cenu zbog pogrešne dijagnoze zbog koje je bolesnik završio sa oštećenjem mozga. Prat je uhvaćen kako unosi oružje u urgentni centar, a Karter shvata da on štiti Leona, Viverova se nada da će njena trudnoća ostati tajna, ali lekarske složenosti joj možda ugroze plan, Luisova pazi samodestruktivnog bolesnika koji priznaje da bi hteo da zlostavlja dečake, a porodični sukob starijeg oca i njegove mlade trudne supruge zaokupljuju sve. |              |                                       |                         |                              |                       |
| 191 | 12           | Svetac u gradu                        | Pegi Rajski             | Brus Miler                   | 16. januar 2003       |
| Etička kriza dolazi nakon što Viverova pristane da krije političarevu seksualno prenosivu bolest. Kovače se igra boga kako bi primio bolesnika na operisanje, a Prat zanemaruje želje majke na samrti u nadi da će sačuvati njenu decu od udomitelja dok takođe ima još poteškoća sa Leonom. U međuvremenu, bogatstvo Karterove porodice odbija da odplati lošeg lekara koji vodi porodičnu kliniku. |              |                                       |                         |                              |                       |
| 192 | 13           | Nijedno zlodelo ne prolazi nekažnjeno | Nelson Mekormik         | R. Skot Džemil               | 30. januar 2003       |
| Karterovi planovi da pomogne lošem lekaru nailaze na ćorsokak - i odluku o njegovom putu karijere. Prt interveniše kad zbog provale Leonov drug završi u urgentnom centru zajedno sa policajcem kog su njegovi takozvani drugovi upucali. Etika Viverove je proverena još dalje dok sređuje slikanje političara koji krije svoju bolest i vidi Kovača koji ide na odsustvo zbog njenog nesaosećanja sa njegovim depresivnim vrtlogom. Kordejeva upoznaje novog zbognog hirurga dr. Dorseta, a Romano rizikuje svoj posao u Opštoj nadzirući operisanje koje nije sposoban da obavi. Ebin brat Erik, koji sad pije lekove zbog bipolarnog poremećaja, dolazi i miri se sa njom. |              |                                       |                         |                              |                       |
| 193 | 14           | Bez obaveza                           | Džonatan Kaplan         | Di Džonson                   | 6. februar 2003       |
| Oboreni avion kod Velikog jezera šalje Ebin svet u vrtlog. Romanova hirurška karijera je završena auvek, Viverova dobija unapređenje od zahvalne uprave, a bolesnik koji boluje od neizlečive oblesti pomaže Luisovoj da izbaci posao i prevare na sastanku na slepom dok radi na slučaju neomiljenog studenta koji je ili slučajno ili namerno pregazio druga. U međuvremenu, Prat neočekivano reaguje na otkriće Čenove o njenoj bebi dok se Čenovoj gadi Ebi zbog odgovora na slučaj samohrane majke koja hrani decu prodajući svoje telo. |              |                                       |                         |                              |                       |
| 194 | 15           | Dečak pada s' neba                    | Čarls Hed               | R. Skot Džemil i Jenlin Čeng | 13. februar 2003      |
| Karter dolazi u spašavanje kad potraga za njenim bratom Erikom - i dolazak njene majke Megi - dovedu bolničarku do ivice. U međuvremenu, Kovač se vraća na posao tik pred kraj konačnog roka Viverove i spašava slučaj predoziranog da ne sprži svoj mozak. Prat se zakopava još dublje sa Čenovom tokom tokom rada u hitnoj pomoći, a Luisovoj laska momak obožavalac, ali to se ne dopada njegovoj majci. |              |                                       |                         |                              |                       |
| 195 | 16           | Hiljadu ždralova                      | Džonatan Kaplan         | Dejvid Zabel                 | 20. februar 2003      |
| Tri osobe su pobijene u zastoju kod Doktora Magua, a delimičan opis Čenove jednog od počinilaca dovodi do neprijatnog jutra za Prata i Galanta. Kovač radi marljivo da bi izbegao psihijatrijsko savetovanje. Luisova se sprijateljava sa maloletnikom koji boluje od raka uprkos negodovanjima njegove majke, a Karter odlučuje da zaprosi Ebi koja ima poteškoće sa pronalaženjem nekoga da joj vrati majku Viskonsin. |              |                                       |                         |                              |                       |
| 196 | 17           | Advokat                               | Džuli Hebert            | Džo Saks                     | 13. mart 2003         |
| Usluga za poznatog, ali političara u ormanu donosi ishod za Viverovu - i bolesnika. Karter i Ebi se suočavaju sa svojom romantikom. Kovač pronalazi neobičan spoljni izgled za svoje unutrašnje demone, a Romanovi dani kao šefa osoblja se završavaju naglu kad Anspo odabere Viverovu da ga zameni. |              |                                       |                         |                              |                       |
| 197 | 18           | Ko nađe njegovo                       | T. R. Babu Sabramenijan | Di Džonson                   | 3. april 2003         |
| Lete glave i srca se slamaju kad je Romano unazađen u urgentnom centru gde buduća majka čuje vesti o svom zdravlju. Pratov pogrešan korak kvari rođendan Čenovoj, a Kovač preklinje Viverovu i Kordejevu da mu pomognu da sredi besplano operisanje za dete iz Hrvatske koje umire. U međuvremenu, bolesnikov slomljeni zglog dovodi do tragičnih složenosti - i promene izgleda za mladence iz Opšte. |              |                                       |                         |                              |                       |
| 198 | 19           | Stvari se menjaju                     | Ričard Torp             | R. Skot Džemil               | 24. april 2003        |
| Luisova radi sa umnim bolesnikom koji je uzeo previše svojih lekova za depresiju, Kovač dočekuje druga - Hrvatskog lekara - da posmatra haos u američkoj bolnici, Romano razgovara o velikim mogućnostima za svoju ruku sa Kordejevom, a Karer prima neke osećajne vesti od kuće. |              |                                       |                         |                              |                       |
| 199 | 20           | Spoljni poslovi                       | Džonatan Kaplan         | Dejvid Zabel                 | 1. maj 2003           |
| Kovač krši svako pravilo da bi doveo dečaka iz Hrvatske na samrti u Čikago da bi stigao da mu spasi život. Luisova razmišlja da li da okonča stvari sa svojim "suprugom" Čakom, parastos Karterove porodice prekida Ebin umno problematični brat Erik. Bejzbolista manje lige sa ozbiljnim oštećenjem srca se leči uoči svog debitovanja sa Čikaškim bikovima, a Romano donosi dramatičnu odluku o svojoj izgubljenoj ruci. Takođe, Kovač odlazi za Kongo nakon što se oprostio od Ebi. |              |                                       |                         |                              |                       |
| 200 | 21           | Kad noć sretne dan                    | Džek Orman              | Džek Orman                   | 8. maj 2003           |
| Kako pomračenje Sunca dolazi, prva smena vidi iscrpljenog Kartera kako prima mnoštvo gubitaka iz samoubilačkog pakta sekte. Slike haose su prizori sa Pratom čije su veštine proverene poslednje noći njegovog stažiranja. U međuvremenu, Kordejeva nudi podršku Romanu koji ide na opreisanje da bi mu se odstranila ruka, a Kovač zove iz Afrike pojačanje...i ono dolazi od neočekivanog izvora. |              |                                       |                         |                              |                       |
| 201 | 22           | Kisangani                             | Kristofer Čulak         | DŽon Vels                    | 15. maj 2003          |
| Nakon nekoliko nedelja poslovnih i ličnih zastoja, Karter napušta urgentni centar - i Ebi - kako bi se pridružio jednako nevoljnom Kovaču na zadatku spasavanja u ratu zahvaćenom Kongu. Ali na dolasku, stanje helikoptera, manjak zaliha i osionost bolesti ga uskoro teraju da žali zbog udobnosti (i čak zbog haosa) Čikaga. U takvim vremenima, ovi nevoljni saveznici shvataju da su tamo gde su potrebni najviše, pogotovo nakon što okršaj tamošnjih pobunjenika i vladine vojske pokrene krvavu bitku lekara da spasu dete koje se našlo u unakrsnoj vatri. |              |                                       |                         |                              |                       |